# 里亚克特雷尼亚克
里亚克特雷尼亚克（法語：Rilhac-Treignac，法語發音：[ʁijak tʁɛɲak]）是法国科雷兹省的一个市镇，位于该省北部偏西，属于蒂勒区。

## 地理
里亚克特雷尼亚克（45°31'35"N, 1°41'9"E）面积9.42 平方千米，位于法国新阿基坦大区科雷兹省，该省份为法国中南部省份，北起上维埃纳省和克勒兹省，西接多爾多涅省，南至洛特省，东临多姆山省和康塔爾省。
与里亚克特雷尼亚克接壤的市镇（或旧市镇、城区）包括：拉蒙日里、梅亚尔、佩里萨克、苏代讷-拉维纳迪耶尔。

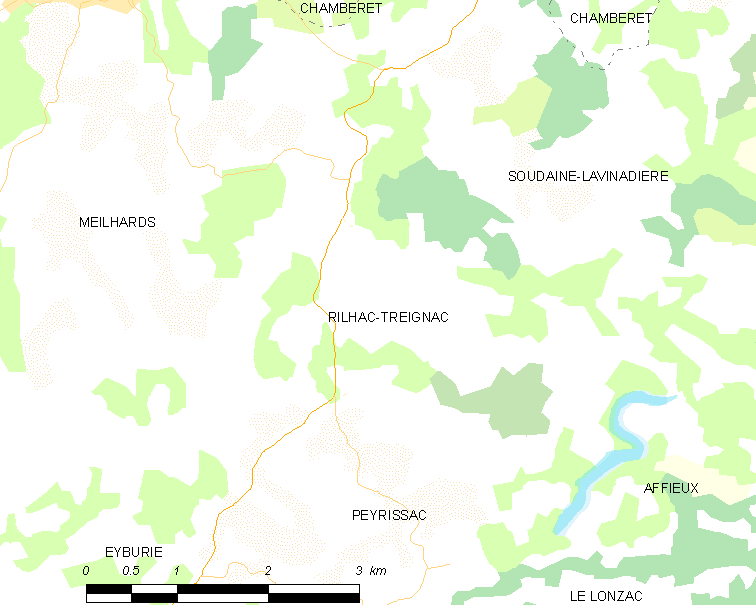
里亚克特雷尼亚克的OSM定位图

里亚克特雷尼亚克的时区为UTC+01:00、UTC+02:00（夏令时）。

## 行政
里亚克特雷尼亚克的邮政编码为19260，INSEE市镇编码为19172。

## 政治
里亚克特雷尼亚克所属的省级选区为塞亚克-莫内迪耶尔县。

## 人口

1962-2008年间里亚克特雷尼亚克人口变化图示

里亚克特雷尼亚克于2022年1月1日时的人口数量为116人。